# Progress MS-28
Progress MS-28 (ryska: Прогресс МС-28) eller som NASA kallar den, Progress 89 eller 89P, var en flygning av en rysk obemannad rymdfarkost för att leverera förnödenheter, syre, vatten och bränsle till Internationella rymdstationen (ISS). Den sköts upp med en Sojuz-2.1a-raket, från Kosmodromen i Bajkonur, den 15 augusti 2024.
Två dagar senare dockade den med rymdstationens Zvezda modul.
Farkosten lämnade rymdstationen den 25 februari 2025 och brann upp i jordens atmosfär några timar senare.

### Fotnoter
1. ↑  ”NASA Space Science Data Coordinated Archive” (på engelska). NASA. https://nssdc.gsfc.nasa.gov/nmc/spacecraft/display.action?id=2024-145A. Läst 15 september 2024.
2. 1 2  ”Russian space program in 2024” (på engelska). Anatoly Zak. 8 augusti 2024. http://www.russianspaceweb.com/2024.html. Läst 10 augusti 2024.